# ديابيز

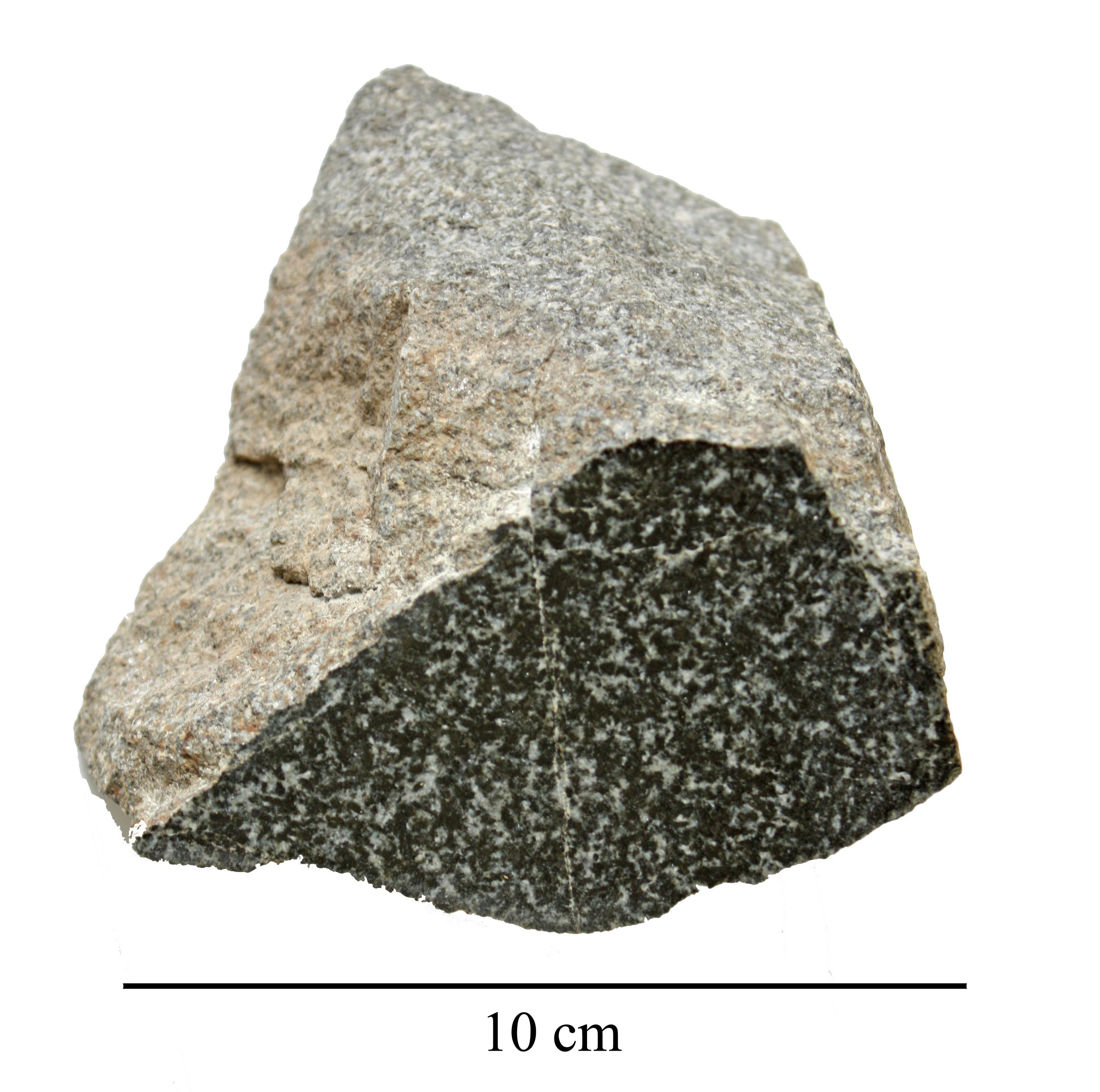
ديابيز

الدَّيَابيز أو الدِّياباز أو الدُّولَريت أو الدوليريت هو صخر مافِيّ تبلوري تحت بركاني مكافئ للبازلت البركاني أو الصخر الجوفي القاعدي. عادة ما تكون الجُدة القاطعة والجُدّة الموازية من صخور ديابيز أجسامًا ضحلة ناتئة وغالبًا ما تظهر حوافًا حبيبة دقيقة إلى دقيق بلوري التي قد تحتوي على التاكيليت (زجاج مافيّ داكن).

الرأس العادل في إرلندة الشمالية

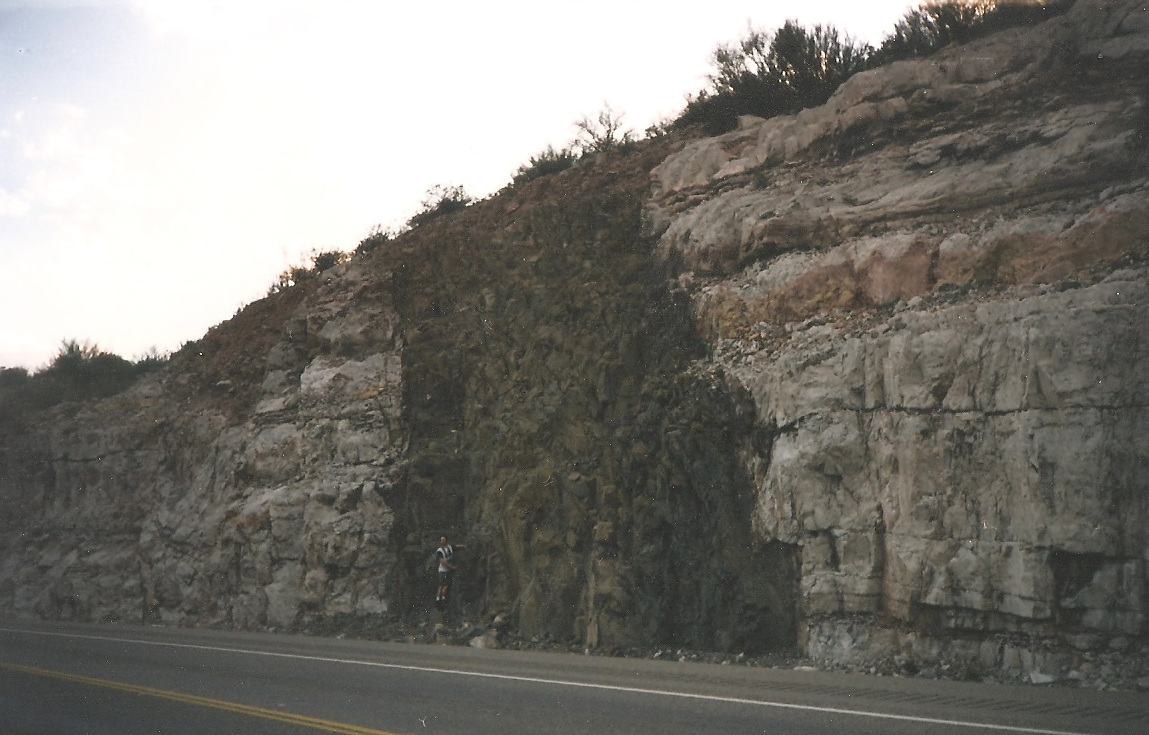
جدة ديابيز قاطعة من طبقات الحجر الجيري الأفقية في ولاية أرِزونة

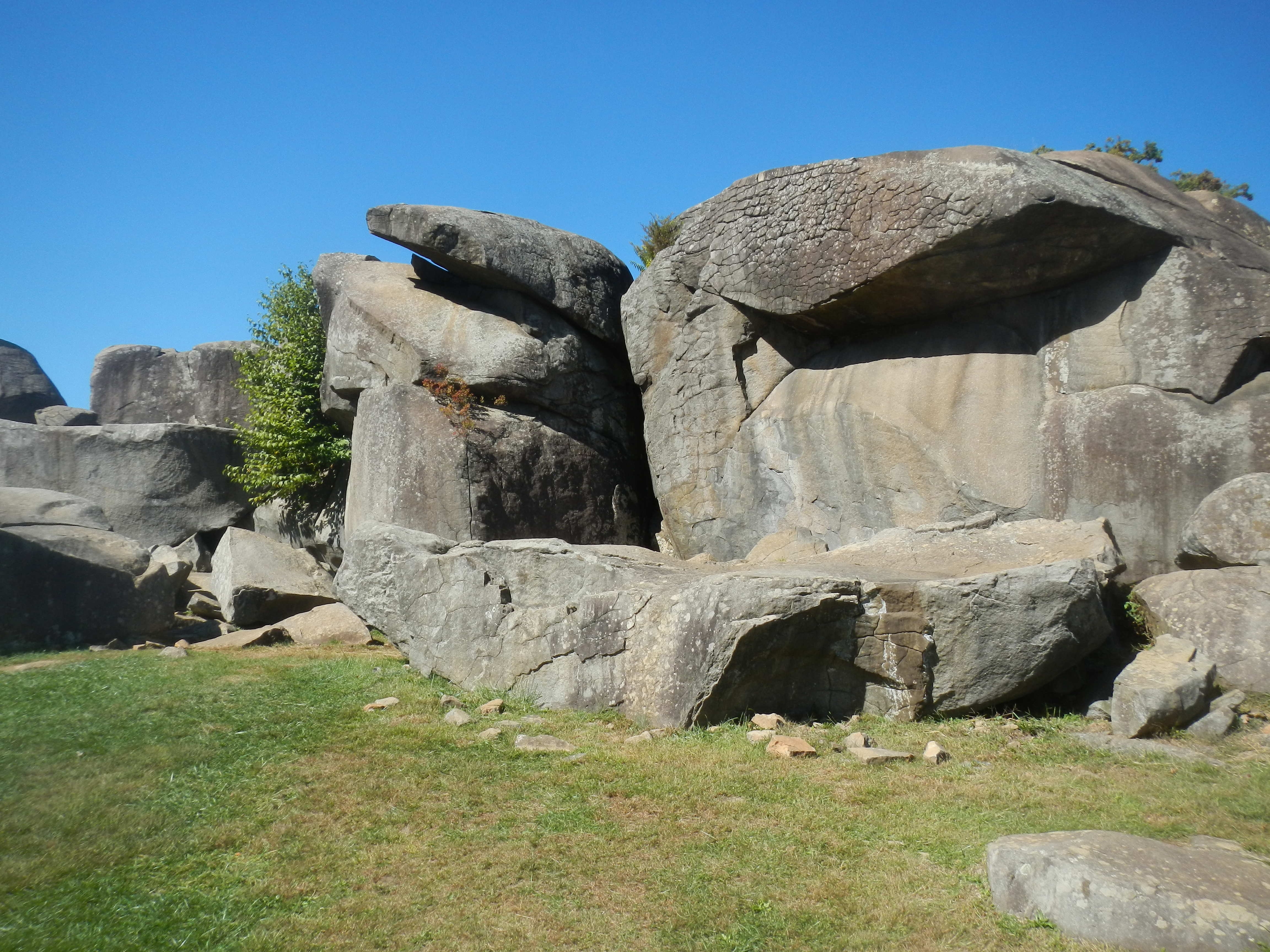

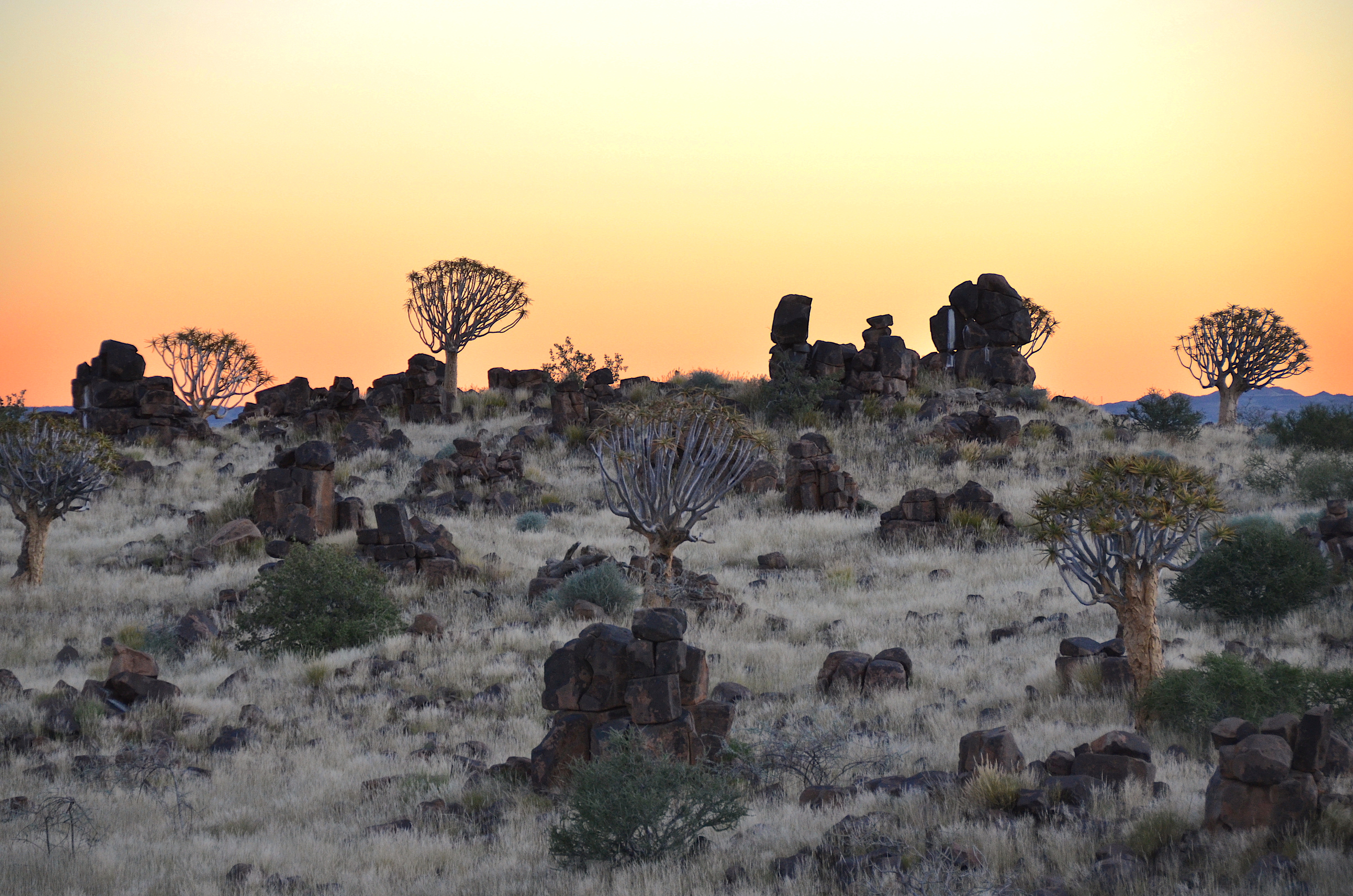
صخور ديابيز وأشجار بالقرب من كِتمَنشوب (نَميبية)